# Karen Parshall
Karen Hunger Parshall, née Karen Virginia Hunger le 7 juillet 1955 à Virginia Beach en Virginie, est une historienne des mathématiques américaine. Ses thèmes de prédilection sont le développement de la recherche en mathématiques aux États-Unis et l’histoire de l’algèbre. Elle obtient, le prix Albert Leon Whiteman de l’American Mathematical Society en 2018.

## Biographie
Après des études de mathématiques et de français à l’université de Virginie, Parshall soutient en 1982 une thèse (Ph.D.) à l’université de Chicago, codirigée par un historien, Allen G. Debus, et un mathématicien, Israel Nathan Herstein. Après divers postes à l'université de Chicago, à Sweet Briar et à l’université de l'Illinois à Urbana-Champaign, elle est Commonwealth Professor of History and Mathematics à l’université de Virginie, dans les deux départements de mathématiques et d’histoire. Depuis 2016, elle est aussi Chair du Corcoran Department of History de l’université,.
Cette double implantation en histoire et en mathématiques est récurrente dans la carrière de Parshall : elle a été Visiting Fellow dans le Centre for Mathematics and Its Applications à l’Australian National University de Canberra, mais aussi vice-doyenne associée pour les sciences sociales à l’université de Virginie. Elle a fait partie du conseil de l’American Mathematical Society (1998-2001), puis de celui de l’History of Science Society (2001-2004). Elle a été rédactrice en chef de la revue Historia Mathematica (1994-1999) et a présidé la Commission internationale d'histoire des mathématiques pendant 8 ans. Elle a été chercheuse invitée à l’École des hautes études en sciences sociales en 1985 et en 2010, et professeur invitée de l’Université Pierre-et-Marie-Curie en 2015.
Conférencière invitée au Congrès international des mathématiciens à Zurich en 1994 (Mathematics in National Contexts (1875–1900): An International Overview), elle a été Fellow de la fondation Guggenheim en 1996-7, sélectionnée en 2002 comme Gresham College Lecturer par la British Society for the History of Mathematics et Kenneth May and MAA Centennial Lecturer en 2015. Elle est élue à l'Académie internationale d'histoire des sciences depuis 2002. En 2012, elle est Fellow of the American Mathematical Society . Une session spéciale a été organisée en son honneur lors d'un congrès commun de la British Society for the History of Mathematics, de la Société canadienne d'histoire et de philosophie des mathématiques et de la Mathematical Association of America en 2015.

## Travaux
Les recherches de Karen Parshall ont deux thèmes privilégiés, le développement des mathématiques aux États-Unis et l’histoire de l’algèbre.
Elle a écrit, avec David Rowe, une synthèse de référence sur la formation de la communauté américaine en mathématiques à la fin du XIXe siècle. Elle a en particulier étudié le rôle décisif de James Joseph Sylvester (1814-1897) dans la création du département de mathématiques de l'université Johns-Hopkins, un des premiers destiné à la recherche de niveau international aux États-Unis ; elle a publié des extraits de la correspondance de Sylvester, ainsi que sa biographie, qui montre l’importance de ses relations internationales, tant avec Felix Klein qu’avec les mathématiciens français, les directions mathématiques que Sylvester a favorisées, ainsi que son rôle dans la fondation décisive de l’American Journal of Mathematics. En collaboration avec D. Dumbaugh Fenster, elle a publié une enquête approfondie sur la recherche mathématique de l’ensemble des membres de l’American Mathematical Society pendant les quinze premières années du Bulletin of the AMS créé au début des années 1890 (doctorats, publications, aspects internationaux, etc.), ainsi que sur les mathématiciennes américaines pendant la même période,.
Son autre thème de recherche, l’histoire de l’algèbre, est le premier sur lequel elle a travaillé, sa thèse étant consacrée au travail de Joseph Wedderburn (1882-1948) sur les algèbres,. Elle a apporté des éléments décisifs sur l’histoire des algèbres, de la théorie des invariants, de la théorie des groupes finis. Elle a particulièrement mis en évidence l’articulation entre les environnements locaux et la forme prise par les objets mathématiques, en étudiant par exemple la spécificité du travail de Leonard Eugene Dickson (1874-2954) sur les groupes, ou en comparant le développement de la théorie des invariants au XIXe siècle en Allemagne et en Angleterre.

## Sélection de publications
- (en) Karen Hunger Parshall, « Joseph H. M. Wedderburn and the Structure Theory of Algebras », Archive for History of Exact Sciences, vol. 32,‎ 1985, p. 223–349.
- (en) Karen Hunger Parshall et David E. Rowe, The Emergence of the American Mathematical Research Community 1876–1900: J. J. Sylvester, Felix Klein, and E. H. Moore, Providence/London, AMS/LMS, coll. « History of Mathematics 8 », 1994, 500 p. (ISBN 978-0-8218-0907-5, lire en ligne).
- (en) Karen Parshall (dir.) et Paul Theerman (dir.), Experiencing Nature: Proceedings of a Conference in Honor of Allen G. Debus, Boston/Dordrecht, Kluwer Academic Publishers, 1997. Autre édition : Springer, 2013,  (ISBN 9789401158107).
- (en) Karen Hunger Parshall, James Joseph Sylvester : Life and Work in Letters, Oxford University Press, 1998, 340 p. (ISBN 978-0-19-967138-0, lire en ligne).
- (en) Karen Parshall (dir.) et Adrian Rice (dir.), Mathematics Unbound : The Evolution of an International Mathematical Research Community, 1800–1945, Providence/Londres, American Mathematical Society et London Mathematical Society, coll. « HMATH, vol. 23 », 2002, 406 p. (ISBN 978-0-8218-2124-4, lire en ligne).
- (en) Karen Hunger Parshall, James Joseph Sylvester : Jewish Mathematician in a Victorian World, Johns Hopkins University Press, 2006, 461 p. (ISBN 978-0-8018-8291-3, lire en ligne).
- (en) Jeremy J. Gray (dir.) et Karen Parshall (dir.), Episodes in the History of Modern Algebra (1800–1950), Providence et Londres, American Mathematical Society et London Mathematical Society, coll. « HMATH, vol. 32 », 2007, 336 p. (ISBN 978-0-8218-4343-7).
- (en) Victor J. Katz et Karen Hunger Parshall, Taming the Unknown : History of Algebra from Antiquity to the Early Twentieth Century, Princeton University Press, 2014, 504 p. (ISBN 978-0-691-14905-9, lire en ligne).
- (en) Karen Hunger Parshall (dir.), Michael Walton (dir.) et Bruce Moran (dir.), Bridging Traditions : Alchemy, Chymistry, and Paracelsian Traditions in Early Modern Europe : Essays in Honor of Allen G. Debus, Kirksville, Truman State University Press, coll. « Early Modern Studies Series », 2015, 311 p. (ISBN 978-1-61248-134-0).